# Kranhäuser
Les Kranhäuser (pluriel du mot Kranhaus, littéralement maison-grue) sont un ensemble architectural de trois immeubles de 61,60 à 61,91 mètres de haut, 70,20 mètres de long et 33,75 mètres de large, situés sur le Rheinauhafen, dans la ville de Cologne, en Allemagne, au sud de la vieille ville.
Édifiées entre 2002 et 2010 sur 34 piliers de stabilisation de 20 mètres de profondeur, les trois tours sont dénommés Kranhaus Süd, Kranhaus 1 et Kranhaus Nord. Elles hébergent des bureaux et des logements.

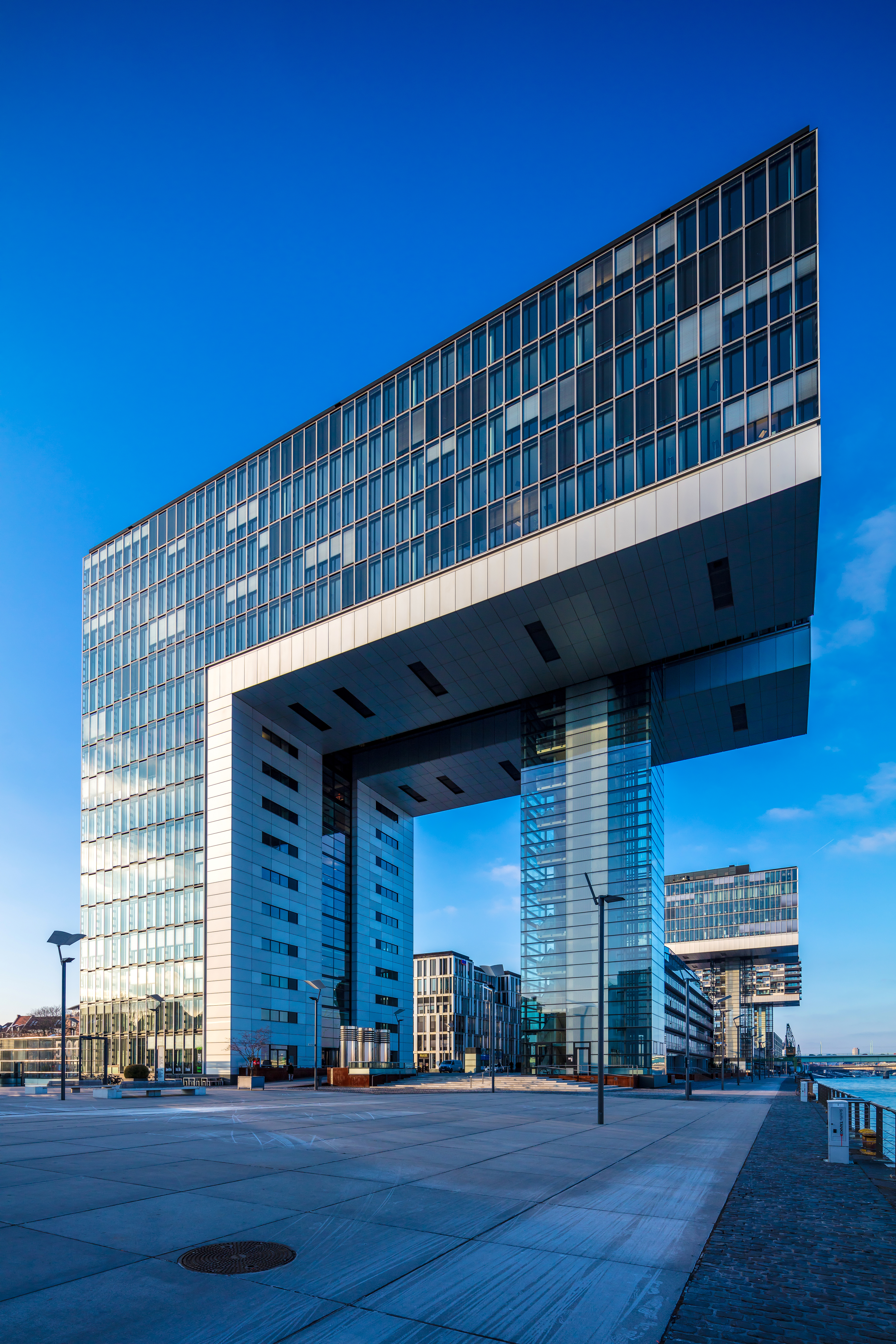
Vue de 2017.
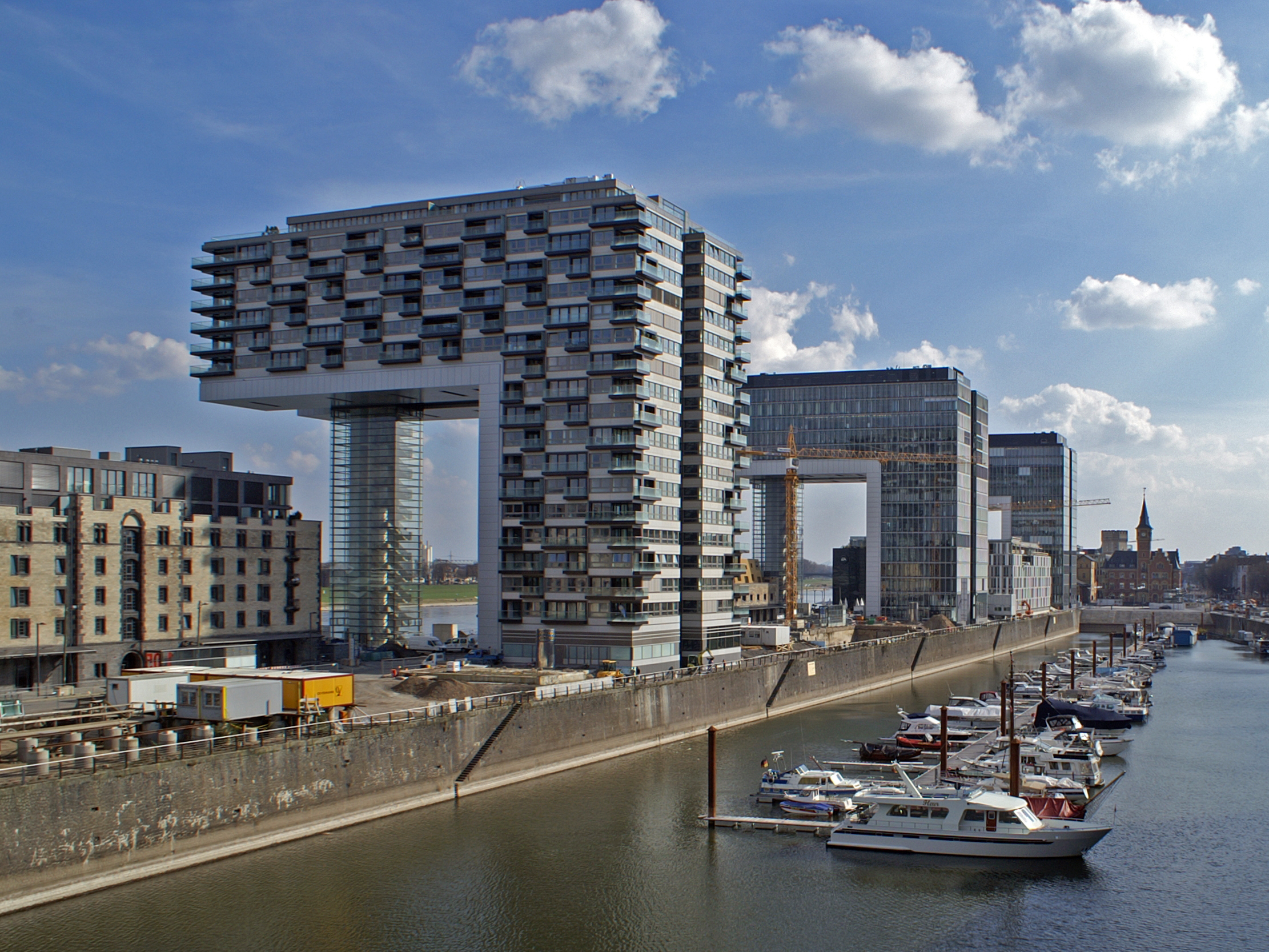
Vue arrière des Kranhäuser achevées en mars 2011.
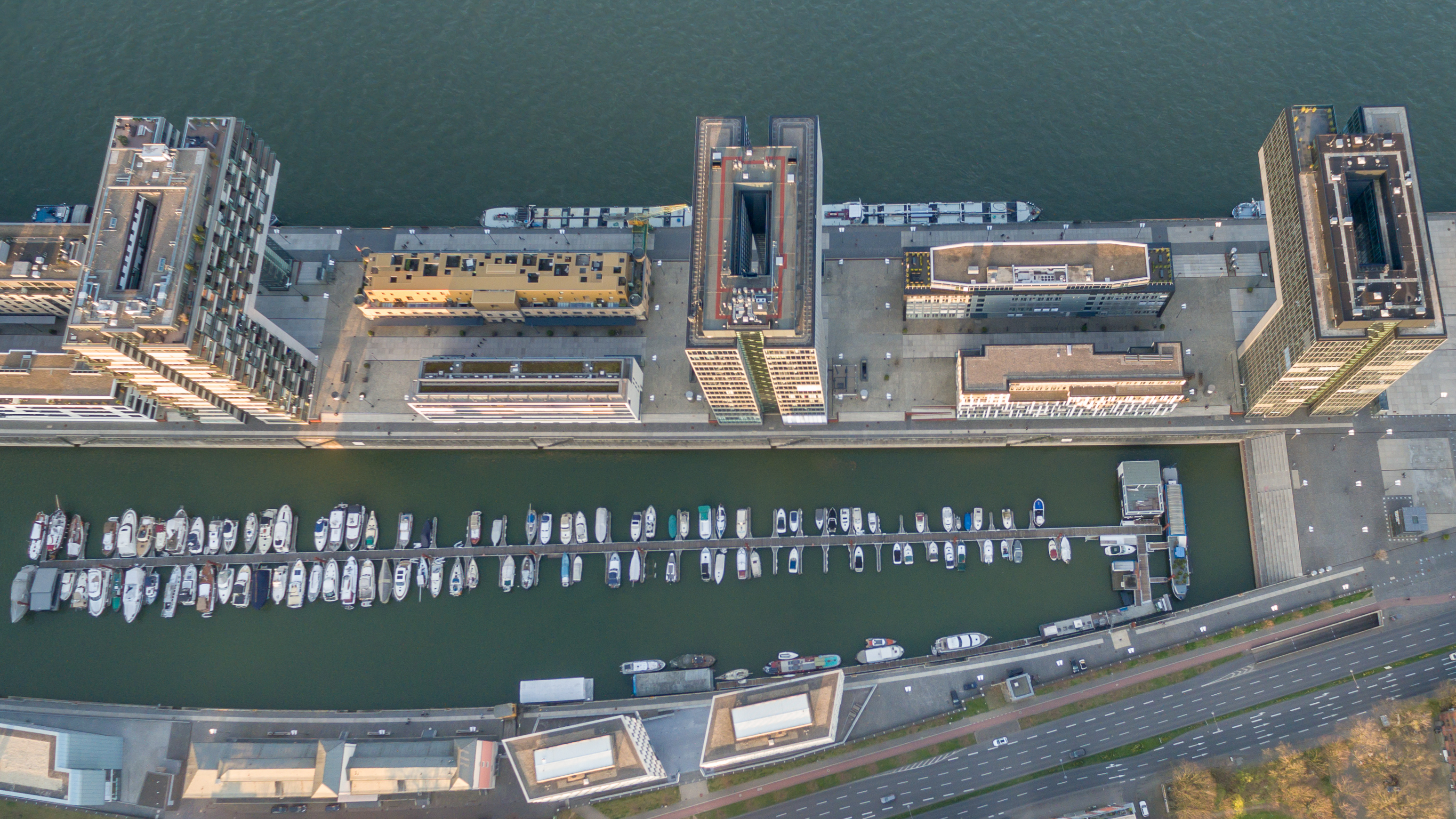
Vue aérienne des Kranhäuser à Rheinauhafen, mars 2017.
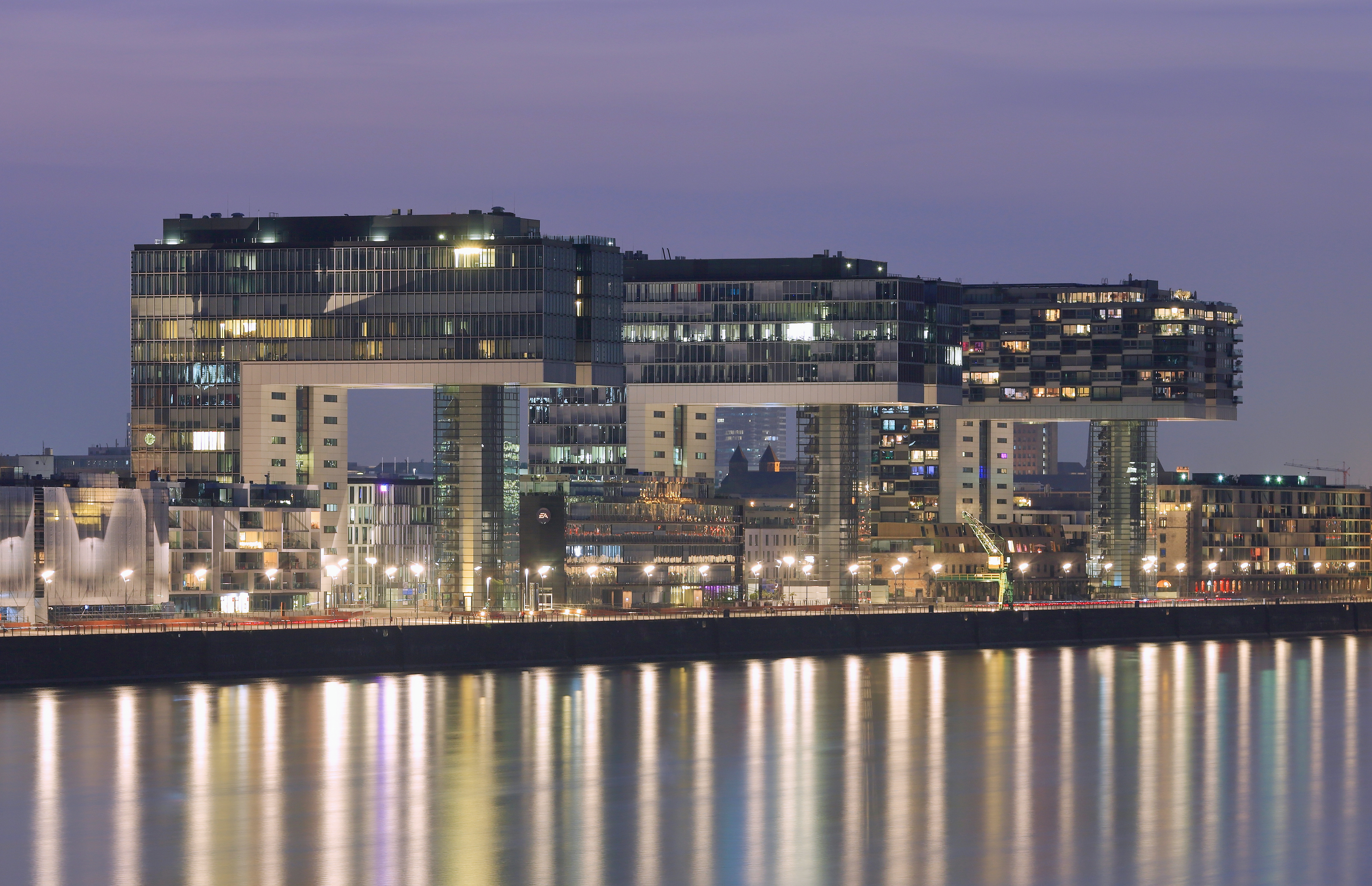
Vue de nuit.